# Lerato Sechele
Lerato Lydia Sechele (* 10. März 1994 in Maseru) ist eine lesothische Leichtathletin, die sich auf den Dreisprung spezialisiert hat.

## Sportliche Laufbahn
Erste internationale Erfahrungen sammelte Lerato Sechele bei den Juniorenafrikameisterschaften 2011 in Gaborone, bei denen sie mit 12,07 m die Silbermedaille im Dreisprung gewann und im Weitsprung mit 5,10 m Rang 13 belegte. Anschließend nahm sie an den Jugendweltmeisterschaften nahe Lille teil und schied dort mit 11,74 m in der Qualifikation aus. Daraufhin erreichte sie bei den Afrikaspielen in Maputo mit 11,86 m den zehnten Platz. Zwei Jahre später siegte sie mit 12,62 m bei den Juniorenafrikameisterschaften in Bambous. 2014 nahm sie erstmals an den Commonwealth Games in Glasgow teil und schied dort mit 12,33 m in bereits in der Qualifikation aus. Bei den Afrikaspielen in Brazzaville 2015 klassierte sie sich mit 12,54 m auf dem neunten Rang. 2018 nahm sie erneut an den Commonwealth Games im australischen Gold Coast teil und wurde dort mit neuem Landesrekord von 13,57 m Vierte. Anschließend gewann sie bei den Afrikameisterschaften in Asaba mit 13,31 m die Bronzemedaille hinter der Nigerianerin Grace Anigbata und Zinzi Chabangu aus Südafrika. Im Jahr darauf wurde sie bei den Afrikaspielen in Rabat mit 13,24 m Fünfte. 2022 gelangte sie bei den Afrikameisterschaften in Port Louis mit 12,83 m auf Rang sechs.

## Persönliche Bestleistungen
- Weitsprung: 5,86 m, 27. April 2019 in Gaborone
- Dreisprung: 13,57 m (+0,6 m/s), 10. April 2018 in Gold Coast (lesothischer Rekord)
  - Dreisprung (Halle): 13,07 m, 27. Januar 2018 in Reims (lesothischer Rekord)